# Szemietowo (rejon siergijewo-posadzki)
Szemietowo (ros. Шеметово) – wieś (sieło) w Rosji, w obwodzie moskiewskim, w rejonie siergijewo-posadzkim. W 2010 liczyła 4362 mieszkańców.